# Fons Brijdenbach
Alfons (Fons) Brydenbach (Vorselaar, 12 de outubro de 1954 — Wechelderzande, 8 de maio de 2009) foi um atleta belga especializado nos 400 metros, que foi recordista mundial.
Em 1973 venceu o campeonato europeu júnior, quebrando o recorde do campeonato com o tempo de 45.86, permanecendo até 1979 quando Hartmut Weber o quebrou, e no mesmo ano venceu o campeonato belga nos 400 metros. Venceu também os 100 metros belga em 1975 e os 200 metros em 1974 e 1975. Em 1974 venceu o europeu indoor, no mesmo ano estabeleceu o recorde mundial indoor com 45.9 segundos, no ano seguinte chegou até a semi-final e em 1977, venceu.
Participou das olimpíadas de 1976, correndo 45.28 na semi-final e 45.04 na final (melhor tempo de sua vida e recorde belga até 2003 quando Cédric Van Branteghem quebrou-o) terminando em 4º lugar.
Em 1980 fez 45.10 e terminou a Olimpíada em 5º, correu também nos 4 x 400 metros, mas a equipe não conseguiu concluir. Participou quando a equipe fez 3:03:68, perdurando até 2008. Na Universíade de 1977 fez 45.18, recorde que durou 2 anos. Nos 100 metros fez 10.46 e nos 200 metros fez 20.68, ambos em 1975.
Após terminar a carreira fez mestrado em Educação Física na Katholieke Universiteit Leuven e era professor.
Faleceu por câncer na bexiga deixando a esposa e 3 filhos.